# الانتخابات الرئاسية الأوغندية 2011
الانتخابات الرئاسية الأوغندية، هي انتخابات عقدت في أوغندا في 18 فبراير 2011، وسوف تعقد انتخابات إعادة في 9 مارس 2011. وفاز يوري موسڤني بنسبة 68% في الجولة الأولى في الانتخابات.

## المرشحون
خاض الانتخابات 8 مرشحون:
- الرئيس الحالي يوري موسفني (حركة المقاومة الوطنية)
- كيزا بسيكي (Forum for Democratic Change), running for the third time
- اولارا اوتونو (Uganda People's Congress)
- نوربرت ماو (الحزب الديمقراطي  [لغات أخرى]‏)
- بتي كاميا (Uganda Federal Alliance)
- Jaberi Bidandi Ssali (People's Progress Party), a former local government minister
- Abed Bwanika (People's Development Party), running for the second time
- Samuel Lubega (independent)

## النتائج
في 20 فبراير 2011 أعلنت النتائج الأولية للانتخابات حيث حصل يوري موسڤني على 69% من الأصوات بعد فرز 39% من بطاقات الاقتراع. وتقدم موسڤني على منافسه الرئيسي كيزا بسيگي الذي حصل على 24%. وكان بسيگي، الطبيب الخاص السابق لموسيفيني والمرشح للمرة الثالثة، اتهم السلطة والحزب الحاكم بتضخيم قوائم الناخبين وبتسجيل أسماء وهمية أو قاصرين. وبلغ عدد الناخبين المسجلين حوالى 14 مليون ناخب من أصل 33 مليون نسمة.
وقبل اعلان النتائج، هدد موسيفيني باعتقال ومحاكمة كل من يعارض النتائج الرسمية للانتخابات. وسيرت دوريات عسكرية في كمبالا وانتشرت شرطة مكافحة الشغب على محاور الطرق.
تقاسم المرشحون الستة الأخرون ما تبقى من نسبة أصوات، فحصل ناو نوربرت الذي حل ثالثا على 1,86% من الأصوات تلاه مساعد الأمين العام السابق للامم المتحدة اولارا اوتونو (1,58%). وبلغت نسبة المشاركة 59,29%.

## نقد
نددت بعثتا الكومنولث والاتحاد الأوروبي لمراقبة الانتخابات بحصول ثغرات كبيرة في عملية تنظيم الانتخابات وبطابعها غير النزيه بسبب اموال استخدمها الحزب الحاكم، معربتين عن الاسف لان «عددا كبيرا جدا غير مقبول من المواطنين حرم من حق التصويت».
من جهة أخرى، «مورست سلطة الرئيس المنتهية ولايته على مستوى اساء بشكل كبير إلى نزاهة العملية الانتخابية»، بحسب رئيس بعثة الاتحاد الأوروبي اداورد سيكلونا. وموسيفيني (66 عاما) المقتنع بان «قدره» ان يكون بناء أوغندا، والذي أعلن نفسه «خبيرا في الانتخابات»، أعلن من جهته الفوز قبل 48 ساعة من الانتخابات، وقال «من الآن وحتى نهاية السنوات الخمس المقبلة، ستكون أوغندا دولة ناشئة. ولن اترك بيسگي وعصابته يسيئان إلى هذه الخطة».
ومع مراهنته على السلام الذي حققه مع خروج متمردي جيش الرب للمقاومة من شمال البلاد، وتحقيق نمو اقتصادي، وتوقع تحقيق طفرة نفطية مع بدء استغلال احتياطات كبيرة من النفط في 2012، لا يفكر موسيفيني بسيناريو اخر غير فوزه من الدورة الأولى.
وكان بيسگي، الطبيب الخاص السابق لموسيفيني والذي تخلى عنه منذ 1999، والمرشح للمرة الثالثة، لم يتوقف عن التنديد بفساد النظام وغياب الافاق الاقتصادية للشباب، وهو الذي يشكل كما قال «احباط عزيمة» السكان وجعل الانتفاضة الشعبية على الطريقة المصرية امرا مستحيلا.
وكان رئيس الدولة اكد انه «لن تكون هناك ثورة على الطريقة المصرية هنا (...)، مصر قصة مختلفة، وتونس قصة مختلفة»، متوعدا ب«اعتقال ومحاكمة» كل من يعارض النتائج الرسمية للانتخابات وينزل إلى الشارع. وبالفعل، فان النظام يوجه منذ ثلاثة أيام رسالة ردعية واضحة جدا إلى السكان مع انتشار كثيف لدوريات عسكرية وأمنية بلغت محيط وداخل المركز الوطني لفرز الأصوات.